# Nemosinga strandi
Nemosinga strandi är en spindelart som beskrevs av Lodovico di Caporiacco 1947. Nemosinga strandi ingår i släktet Nemosinga och familjen hjulspindlar.
Artens utbredningsområde är Tanzania. Inga underarter finns listade i Catalogue of Life.